# Josef Sadil
Josef Sadil (* 19. März 1919 in Prag; † 19. Januar 1971 ebenda) war ein tschechoslowakischer Fachredakteur bei einem Verlag, Astronom und Freizeit-Myrmekologe. Er interessierte sich für Ameisen und Ameisenkunde. Lange Jahre war er Vorsitzender der planetarischen Sektion der tschechischen astronomischen Gesellschaft ČAS. Er publizierte viel im Bereich der Naturwissenschaften. Die Volkssternwarte Lidová hvězdárna Josefa Sadila in Sedlčany wurde nach ihm benannt.

## Leben
Josef Sadil beendete 1940 seinen Besuch des Gymnasiums, aufgrund der Schließung aller Hochschulen im Protektorat Böhmen und Mähren konnte er jedoch nicht weiter studieren. Er übte verschiedene Berufe aus, Ende des Krieges wurde er dann in einer Prager Maschinenfabrik zwangsverpflichtet. Nach dem Kriegsende besuchte er die naturwissenschaftliche Fakultät der Karls-Universität in Prag, sein Studium musste er aus finanziellen Gründen beenden. Bereits während des Studiums auf dem Gymnasium 1934 wurde er Mitglied der Česká astronomická společnost (Tschechische astronomische Gesellschaft), ab 1950 war er lange Jahre Vorsitzender ihrer Mond- und später der planetarischen Sektion. 1950 bekam er aufgrund seiner Kenntnisse im Bereich Naturwissenschaften die Stelle eines Fachredakteurs im Verlag Život a práce, später in Orbis umbenannt, wo er bis zu seiner Pensionierung arbeitete und für viele naturwissenschaftliche wie auch astronomische Veröffentlichungen verantwortlich zeichnete.
Sadil publizierte im Bereich Astronomie auch selbst. Er galt als ein sehr fähiger populärwissenschaftlicher Autor. Sein Interesse galt insbesondere den Planeten des Sonnensystems und dem Mond. Er schrieb einige Monographien über Mond, den Mars und andere Planeten. 1963 erschien sein Buch Planety (Planeten) über das Sonnensystem und Kosmologie allgemein. Sein bekanntestes Werk ist vermutlich The Moon and the Planets, das 1963 bei Paul Hamlyn in London großformatig mit Illustrationen von Luděk Pešek erschien und in sechs Sprachen übersetzt wurde. Außerdem hielt Sadil zahlreiche Vorträge, unter anderem im Fernsehen.
Ab Mitte der 1930er Jahre interessierte sich Sadil auch intensiv für Ameisen, studierte sie in seiner Freizeit in der Natur und schrieb zahlreiche Beiträge für wissenschaftliche Fachzeitschriften. 1955 veröffentlichte er seine Beiträge aus den Jahren 1936 bis 1954 in der Monographie Naši mravenci (Unsere Ameisen).
Josef Sadil litt an einer Herzkrankheit und bezog ab 1965 eine Invalidenrente; er starb infolge dieser Krankheit.

## Trivia
Bei einer Gelegenheit soll sich Sadil als Beispiel für den wissenschaftlichen Dimorphismus bezeichnet haben, da er sowohl Astronom wie auch Myrmekologe war.

## Veröffentlichungen (Auswahl)
- Měsíc (Der Mond), Orbis, Praha 1953
- Naši mravenci (Unsere Ameisen), Orbis, Praha 1955
- The Moon and the Planets, Paul Hamlyn, London 1963 usw., in Zusammenarbeit mit Artia, Prag 1963 (deutscher Titel: Die Planeten des Sonnensystems)
- Planety (Planeten), Orbis. Prag 1963
- Planeta Země (Das Planet Erde), Artia, Prag 1970
- Procházky vesmírem (Spaziergänge durch das Universum), Práce, Prag 1971